# The Take Over, Vol. 2
The Take Over, Vol. 2 es el nombre del segundo álbum de estudio del sello Mastered Trax Latino. lanzado el 16 de septiembre de 2016.
El álbum cuenta con 19 canciones de artistas del sello como: C-Kan, Don Aero, Melódico, Elias Diaz, Derian, Stylo Tha Don, S. Gats, Wambo El Mafiaboy, Randy Glock, Javier La Amenaza entre otros. también cuenta con la participación del grupo Buknas de Culiacán en la canción, “Soy Ilegal” con C-Kan y Don Cheto.

## Lista de canciones
| N.º     | Título                                                                     | Duración |  |
| 1.      | «Anger Management» (S. Gats & C-Kan)                                       | 3:16     |  |
| 2.      | «Devil» (David Rolas & Crooked Stilo)                                      | 3:53     |  |
| 3.      | «Fumando Y Bebiendo (Remix)» (J. Cost, Stylo Tha Don, Gunz Lozano & C-Kan) | 4:42     |  |
| 4.      | «Fumo Ganja» (Elias Diaz, Pipo Ti & C-Kan)                                 | 3:24     |  |
| 5.      | «Tocar El Sol» (Elias Diaz & Pipo Ti)                                      | 3:18     |  |
| 6.      | «Dueña de Mi Corazón» (T López & Crooked Stilo)                            | 3:43     |  |
| 7.      | «Hechizo de Luna» (Wambo, Nathan, T López & C-Kan)                         | 3:56     |  |
| 8.      | «Eres Parte de Mi» (Refye El Demonio & T López)                            | 2:59     |  |
| 9.      | «Carta de Amor» (Javier La Amenaza & C-Kan)                                | 3:24     |  |
| 10.     | «Como Le Digo?» (C-Kan & Derian)                                           | 2:26     |  |
| 11.     | «Esta Noche» (C-Kan & Derian)                                              | 3:36     |  |
| 12.     | «Te Invito a Hacer El Amor» (C-Kan & Melódico)                             | 4:09     |  |
| 13.     | «Una Mirada» (Big Gemini & C-Kan)                                          | 3:50     |  |
| 14.     | «C-Kan, Pachino & Concrete de Niro» (C-Kan, BZ Bwai & Concrete)            | 3:01     |  |
| 15.     | «Soy Muy Malo» (C-Kan & Randy Glock)                                       | 3:34     |  |
| 16.     | «De Sur A Norte» (Don Aero & Melódico)                                     | 2:42     |  |
| 17.     | «Maria» (C-Kan)                                                            | 2:16     |  |
| 18.     | «Compadres» (C-Kan)                                                        | 4:18     |  |
| 19.     | «Soy Ilegal» (Buknas de Culiacán, Don Cheto & C-Kan)                       | 3:12     |  |
| 1:02:19 |                                                                            |          |  |